# Yūki Kadono
Yūki Kadono (角野 友基, Kadono Yūki), né le 18 mai 1996 à Miki, est un snowboardeur japonais spécialisé dans les épreuves de slopestyle. 

## Carrière
Il débute en Coupe du monde en janvier 2013 à Copper Mountain, puis gagne la manche de Sierra Nevada deux mois plus tard. En 2014, il participe au slopestyle des Jeux olympiques de Sotchi et termine huitième.

## Palmarès

### Jeux olympiques
| Édition/Discipline | Slopestyle |
| JO de Sotchi 2014  | 8e         |

### Coupe du monde
- 1 petit  globe de cristal :
  - Vainqueur du classement slopestyle en 2013.
- 2 podiums dont 1 victoire